# Мирко Јерман
Мирко Јерман (Шмарца, код Камника, 13. децембар 1912 — Љубљана, 29. март 1987) био је учесник Народноослободилачке борбе, пуковник ЈНА, друштвено-политички радник СР Словеније и народни херој Југославије.

## Биографија
Рођен је 13. децембра 1912. године у Шмарци, код Камника. Био је месар и напослетку постао самостални занатлија. Још у време док је похађао занатску школу активно је радио у спортским и културним друштвима. У годинама пред рат, учествовао је у акцијама које је организовала Комунистичка партија Југославије; поред осталог, био је и повереник Друштва пријатеља Совјетског Савеза.

### Народноослободилачка борба
По капитулацији Југославије био је међу организаторима устанка у камничком округу. У августу 1941. године, примљен је за члана КП Југославије. Био је командир Камничко-дупличке чете. Крајем августа 1941. је прешао у Долењску. Шестог јануара 1942. је с групом добровољаца отишао на Кочевски рог, где је 3. марта 1942. године формиран Пети словеначки или Први долењски батаљон. Приликом формирања Четврте словеначке бригаде, 4. септембра 1942, Јерман је преузео функцију батаљонског обавештајца, а касније интенданта. Почетком априла 1943. године, као добровољац се вратио у Штајерску у Камничко-засавски одред, где је постао командир чете.
При формирању Шесте словеначке бригаде, 6. августа 1943, био је именован за командира Друге чете Трећег батаљона, а 5. септембра 1943, кад је Шеста бригада дошла у Долењску, именован је за заменика команданта Другог батаљона. Почетком новембра 1943. преузео је функцију команданта тога батаљона, с којим је извео низ значајних акција.
У децембру 1943. године, учествовао је у борбама на Моравшкем, а јануара 1944. у нападу на Црну. Дана 17. марта 1944, Штаб Четврте оперативне зоне је издао заповест у којој су посебно похваљене акције Другог батаљона под командом Мирка Јермана. После успешног напада на моторизовану немачку колону код Трњаве, 27. априла 1944, Јерман је био именован за оперативног официра у штабу Шесте словеначке бригаде, а потом за начелника и заменика команданта.
Дана 27. августа 1944, дошло је до промена у штабу бригаде, па је за команданта био постављен Мирко Јерман. С бригадом је извео низ успелих акција у борбама за ослобођење горње Савињске долине. Дана 27. октобра 1944, поново се вратио у Долењску, па је у новембру 1944. био именован за начелника официрске школе у Метлики. Марта 1945, преузео је функцију начелника оперативног штаба НОВ и ПО Словеније у Далмацији, а затим је до средине јуна 1945. био начелник оперативног одсека команде Трста.

### Послератна каријера
После рата је завршио Вишу тенковску школу у Лењинграду. Од 1947. до 1951. године био је у командант тенковске бригаде у Врхники. Године 1951, наставио је школовање у Вишој војној академији у Београду. Школовање је завршио 1953. године. Те године је постао начелник тенковских јединица у Седмој војној области, а 1957. је био премештен у Љубљану и именован за начелника оклопних јединица љубљанског војног подручја. Ту функцију је вршио у чину пуковника све до пензионисања 1965. године.
Још у току вршења војничких функција деловао је и као друштвени радник. Био је републички посланик, функционер СУБНОР-а и председник одбора Шландерове бригаде.
Умро је 29. марта 1987. године у Љубљани.
Носилац је Партизанске споменице 1941. и бројних југословенских одликовања. Орденом народног хероја одликован је 27. новембра 1953. године.